# خلة (نبات)
الخِلَّة  (باللاتينية: Ammi) جنس نباتي من الفصيلة الخيمية. يضم من ثلاثة إلى ستة أنواع من النباتات العشبية موطنها حوض البحر الأبيض المتوسط.

## من أنواعهاالواطنةفيالوطن العربي
- الخلة البلدية (باللاتينية: Ammi visnaga) في بلاد الشام
- الخلة الشيطانية (باللاتينية: Ammi majus) في بلاد الشام ومصر والمغرب العربي وحوض المتوسط وشبه الجزيرة العربية